# Bedřich Kraft z Oettingen-Wallersteinu
Bedřich Kraft Jindřich z Oettingen-Wallersteinu (německy Friedrich Craft Heinrich Fürst zu Oettingen-Oettingen und Oettingen-Wallerstein, 16. října 1793, Wallerstein – 5. listopadu 1842, tamtéž) byl německý šlechtic, 3. kníže a pán z Oettingen-Oettingen a Oettingen-Wallersteinu .

## Život

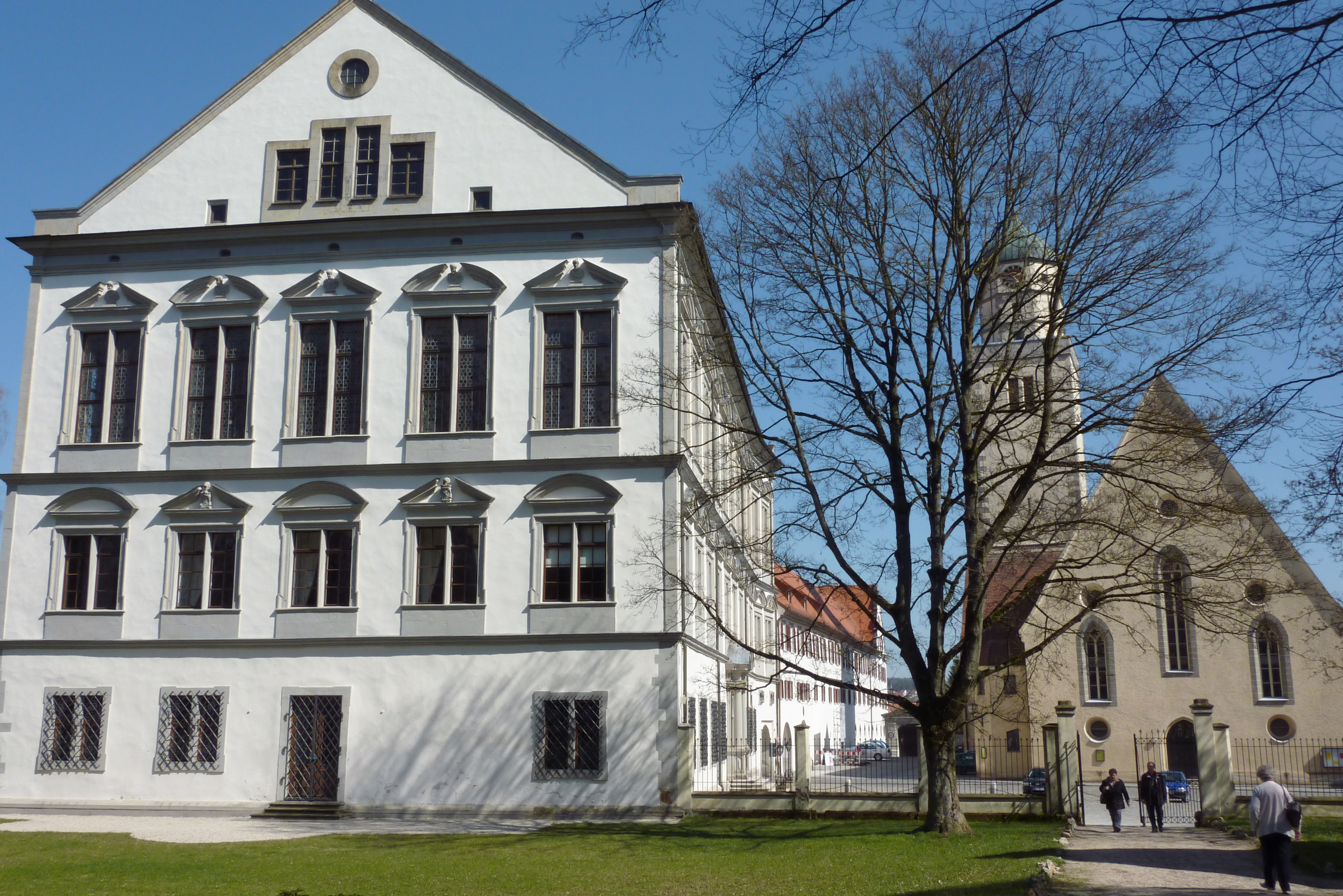
Oettingenský zámek

Bedřich Kraft Jindřich František Alexandr Juda Tadeáš Notger Vilém Filip Ludvík Albert z Oettingen-Oettingenu a Oettingen-Wallersteinu, 3. kníže a pán na Oettingen-Oettingenu a Oettingen-Wallersteinu (něm. Friedrich Craft Heinrich Franz Alexander Judas Thadaeus Notger Wilhelm Philipp Ludwig Albert Fürst zu Oettingen-Oettingen und Oettingen-Wallerstein, 3. Fürst und Herr zu Oettingen-Oettingen und Oettingen-Wallerstein) se narodil jako třetí syn 1. říšského knížete Krafta Arnošta z Oettingen-Wallersteinu (1748–1802) a jeho druhé manželky vévodkyně Vilemíny Frederiky Alžběty Württemberské (1764–1817), dcera vévody Ludvíka Evžena Jana Württemberského (1731–1795) a Žofie Albertiny z Beichlingenu (1728–1807).
Byl mladším bratrem knížete Ludvíka Arnošta z Oettingen-Wallersteinu (1791–1870), bavorského ministra vnitra (1832–1837) a ministra zahraničí (1847/1848). Ludvík Arnošt se v roce 1823 vzdal knížecího titulu ve prospěch Bedřicha Krafta.
V roce 1836 se Bedřich Kraft z Oettingen-Wallersteinu stal rytířem rakouského Řádu zlatého rouna.
Zemřel ve 5. listopadu 1842 ve Wallersteinu věku 49 let.

### Manželství a potomstvo

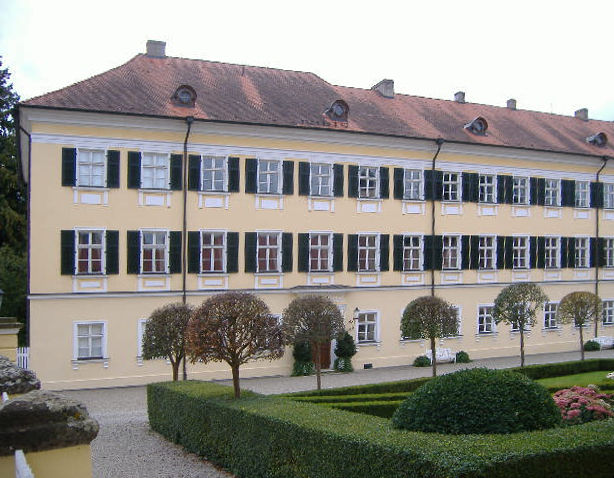
Wallersteinský palác

Bedřich Kraft z Oettingen-Wallersteinu byl dvakrát ženat.
V prvním manželství se dne 15. května 1827 ve Vídni jeho manželkou stala Marie Žofie z Fürstenbergu-Weitry (28. srpna 1804, Vídeň – 4. února 1829, Praha), dcera lankraběte Bedřicha Karla z Fürstenbergu-Weitry (1774–1856) a kněžny Marie Terezie Eleonory ze Schwarzenbergu (1780–1870). Marie Žofie zemřela ve věku 24 let krátce po porodu první dcery:
- Žofie Terezie Vilemína Matylda (6. ledna 1829, Wallerstein – 27. dubna 1897, Vídeň), dne 30. května 1847 se v Praze provdala za hraběte Jiřího Jana Jindřicha z Longuevalu, hraběte z Buquoy (2. srpna 1814, Červený Hrádek v Čechách – 2. září 1882, Baden-Baden)

Ve druhém manželství se dne 8. září 1830 v Badenu u Vídně oženil s hraběnkou Marií Annou z Trauttmansdorff-Weinsbergu (9. července 1806 Vídeň – 12. listopadu 1885 Praha), dcerou knížete Jana Josefa z Trauttmansdorff-Weinsbergu (1780–1834) a Alžběty z Fürstenbergu-Weitry (1784–1865). Z tohoto manželství se narodilo pět dětí:
- Karolína Vilemína Marie Anna Žofie (21. září 1831, Wallerstein – 2. září 1898, Bregenz), provdala se 7. června 1854 v Praze za hraběte Karla Rakcina-Rakcinského († 13. března 1899, Krakov)
- Gabriela Marie Anna Vilemína Tereza (31. ledna 1833, Praha – 15. dubna 1913, Praha), svobodná
- Vilemína Marie Anna Žofie Terezie (30. prosince 1833, Praha, Čechy – 18. prosince 1910, Praha), provdala se 5. března 1853 v Praze za knížete Karla Josefa Adolfa ze Schwarzenbergu (5. července 1824, Praha – 29. března 1904, Praha)
- Marie Anna Terezie Vilemína Agáta (1. února 1839, Wallerstein – 23. prosince 1912, Coswig), 21. dubna 1857 se provdala v Praze za knížete Mořice Aloise z Lobkovic, vévodu roudnického (2. června 1831, Inzersdorf – 4. února 1903, Roudnice nad Labem)
- Karel Bedřich Kraft Arnošt Notger z Oettingen-Wallersteinu (16. září 1840, Wallerstein – 22. prosince 1905, zámek Petrohrad v Čechách), 4. kníže a pán z Oettingen-Oettingen a Oettingen-Wallersteinu, 1892 rytíř Řádu zlatého rouna, 19. srpna 1867 se v Praze oženil s hraběnkou Ernestinou Černínovou z Chudenic (13. listopadu 1848, zámek Petrohrad – 22. června 1908, Vídeň)